# Communes du canton de Glaris

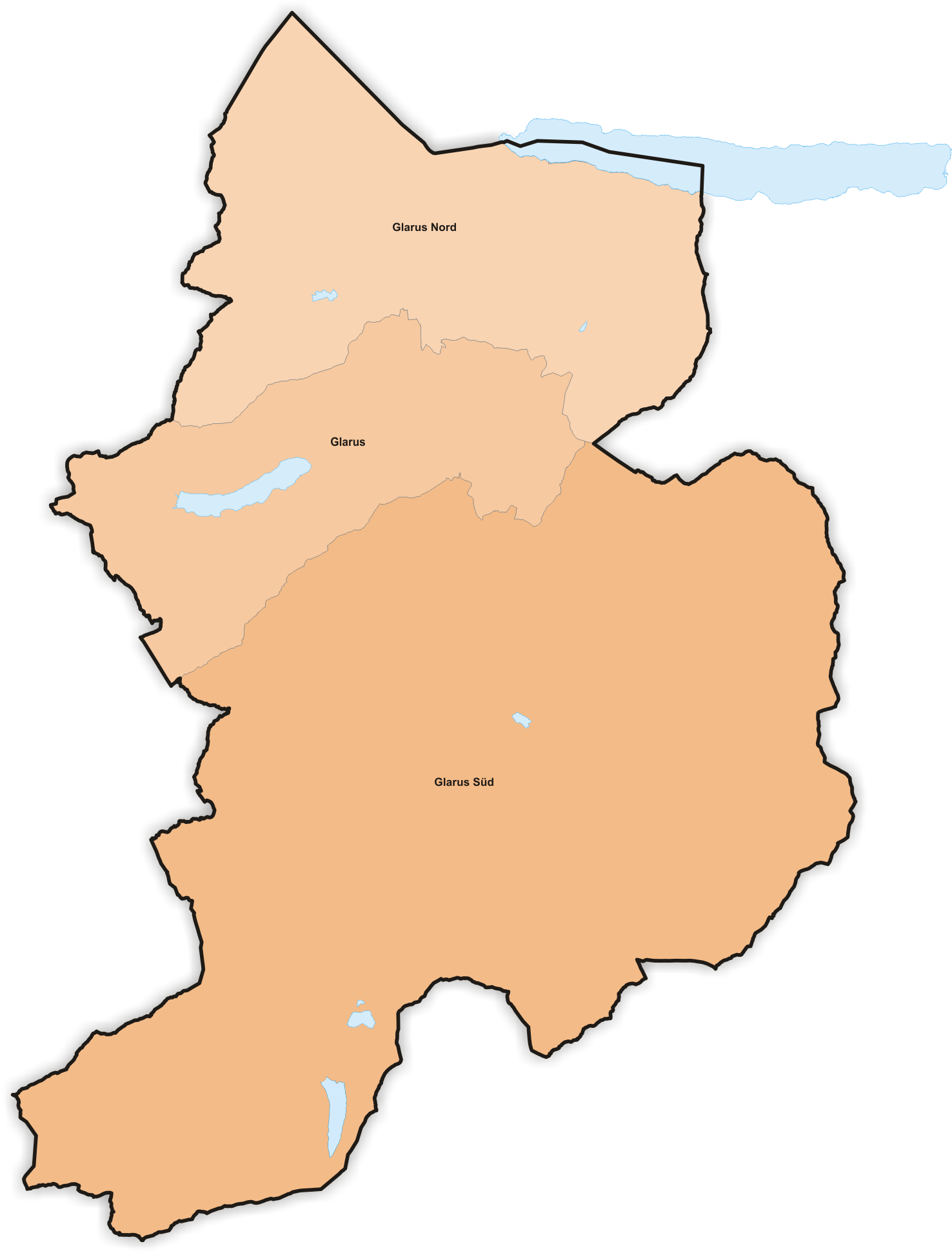
Carte du canton de Glaris présentant sa division en communes en 2011.

Cet article présente une liste des communes du canton de Glaris.

## Liste
Dès le 1er janvier 2011, le canton de Glaris ne compte plus que 3 communes, contre 25 jusqu'à la fin de l'année 2010 ; contrairement à d'autres cantons, ces communes ne font partie d'aucun district. Le canton s'étend également sur une partie du lac de Walenstadt, sans que cette zone ne fasse partie d'aucune commune ; la superficie cantonale incluant cette part de lac, celle-ci est comprise dans la liste ci-dessous.
| Nom                         | N° OFS | Population (décembre 2022) | Superficie (km2) | Densité (hab./km2) |
| --------------------------- | ------ | -------------------------- | ---------------- | ------------------ |
| Glaris                      | 1632   | +012 515,                  | +0103,7          | 121                |
| Glaris Nord                 | 1630   | +019 428,                  | +0146,88         | 132                |
| Glaris Sud                  | 1631   | +009 528,                  | +0430,11         | 22                 |
| Partie du lac de Walenstadt | 9268   | +00 0000,                  | +0004,61         | 0                  |
| Total                       | Total  | +041 471,                  | +0685,3          | 61                 |

## Fusions et scissions de communes
Le tableau ci-dessous dresse la liste des fusions et des scissions de communes ayant été opérées dans le canton de Glaris.
| Entrée en vigueur (date) | Anciennes communes | Nouvelle commune                 |
| ------------------------ | --- | -------------------------------- |
| 1887                     | Kerenzen-Mühlehorn | Filzbach + Mühlehorn + Obstalden |
| 1939                     | Braunwald | Braunwald + Rüti                 |
| 2004                     | Diesbach + Hätzingen + Luchsingen                                                                                           | Luchsingen                       |
| 2006                     | Leuggelbach + Nidfurn + Haslen                                                                                              | Haslen                           |
| 2011                     | Ennenda + Glaris + Netstal + Riedern                                                                                        | Glaris                           |
| 2011                     | Bilten + Filzbach + Mollis + Mühlehorn + Näfels + Niederurnen + Oberurnen + Obstalden                                       | Glaris Nord                      |
| 2011                     | Betschwanden + Braunwald + Elm + Engi + Haslen + Linthal + Luchsingen + Matt + Mitlödi + Rüti + Schwanden + Schwändi + Sool | Glaris Sud                       |